# Contea di Martin (Minnesota)
La contea di Martin in inglese Martin County è una contea dello Stato del Minnesota, negli Stati Uniti. La popolazione al censimento del 2000 era di 21 802 abitanti. Il capoluogo di contea è Fairmont